# 侯世達
道格拉斯·理查德·霍夫施塔特（英語：Douglas Richard Hofstadter，1945年2月15日—），中文名侯世達，美國学者、作家。他的主要研究领域包括意识、类比、艺术创造、文学翻译以及数学和物理学探索。
侯世达因其著作《哥德尔、埃舍尔、巴赫》獲得普立茲獎（非小说类别）
和美国国家图书奖（科学类别）。

## 早年经历
侯世达出生在美国纽约市，父亲是诺贝尔奖得主、物理学家羅伯特·霍夫施塔特，在斯坦福大学担任教授。侯世达在大学校园中长大，1958年到1959年间在日内瓦国际学校上学。1965年，侯世达以数学优等成绩从斯坦福大学毕业，1975年又在俄勒冈大学获得了物理学博士学位。

## 学术事业
侯世达是美国印第安纳大学文理学院认知科学杰出教授，主管概念和认知研究中心。他本人和他辅导的研究生组成“流体类推研究小组”。1977年，侯世达原本属于印第安纳大学的计算机科学系，然后他开始了自己的研究项目，研究心理活动的计算机建模（他原本称之为“人工智能研究”，不久就改称为“认知科学研究”）。1984年，侯世达受聘于密歇根大学，任心理学教授，同时负责人类认识研究。1988年，他回到印第安纳大学，任“文理学院教授”，参与认知科学和计算机科学两个学科，同时还是科学史和科学哲学、哲学、比较文学、心理学的兼职教授，当然侯世达本人表示他只是在名义上参与这些系科的工作。2009年4月，侯世达被选为美国文理科学院院士，并成为美国哲学会会员。

## 公众形象
侯世达曾说过他对“以计算机为中心的宅文化感到不适”。他承认“（他的受众中）很大一部分人是被技术吸引”，但提到他的成果“激励了很多学生开始计算机和人工智能方面的研究”时，他回应说尽管他对此感到高兴，但他本人“对计算机没有兴趣”。那次访谈中他谈到一门他在印第安纳大学教授过两次的课程，在那门课程中，他以“怀疑的眼光审视了众多广受赞誉的人工智能项目和整体的发展”。例如，就国际象棋选手卡斯帕羅夫被超级计算机深蓝击败一事，他评论说“这是历史性的转折，但和电脑变聪明了没有关系”。

## 著作
《哥德尔、埃舍尔、巴赫--集异璧之大成》
《我是个怪圈》
《表象与本质》

## 参阅
- 侯世达定律

## 引用和注释
1. ↑  Hofstadter, Douglas R. . New York, NY: Basic Books. 2008 [2003]. ISBN 978-0-465-03079-8.
2. ↑  . www.achievement.org. American Academy of Achievement.   [2020-12-10]. （原始内容存档于2016-12-15）.
3. ↑  Hofstadter, Douglas Richard.  (PhD论文). University of Oregon. 1974. ProQuest 288009604.
4. ↑  "General Nonfiction" （页面存档备份，存于）. Past winners and finalists by category. The Pulitzer Prizes. Retrieved 2012-03-17.
5. ↑  A bedside book of paradoxes （页面存档备份，存于）, New York Times
6. ↑  "National Book Awards – 1980" （页面存档备份，存于）. National Book Foundation（英语：National Book Foundation）. Retrieved 2012-03-07.
7. ↑  GEB won the 1980 award for hardcover Science（英语：List of winners of the National Book Award#Science）.

From 1980 to 1983 in 美國國家圖書獎 there were dual awards for hardcover and paperback books in many categories, and several nonfiction subcategories（英语：National Book Award for Nonfiction） including General Nonfiction. Most paperback award-winners were reprints of books eligible for previous awards but the 1980 Science was original, The Dancing Wu Li Masters（英语：The Dancing Wu Li Masters） by Gary Zukav.